# Tiberio Junio Juliano
Tiberio Junio Juliano (en latín: Tiberius junius julianus) fue un senador romano que vivió en el siglo II, y desarrolló su cursus honorum bajo Adriano, y Antonino Pío.

## Carrera política
Por un diploma militar, fechado el 25 de marzo del año 142, se evidencia que Juliano fue cónsul sufecto en es año junto con Publio Cluvio Máximo Paulino.